# Тавариш, Антониу Рапозу
Антониу Рапозу Тавариш (или Таварис (порт.-браз.)) (порт. Antônio Raposo Tavares, 1598—1658 гг.) — португальский колониальный бандейрант, который исследовал восточную часть Южной Америки и провозгласил её территорией Португалии. Это существенно увеличило размеры португальских колоний в Новом Свете (сравнительно с теми, что были оговорены ранее положениями Тордесильясского договора). Израильский историк Анита Новински полагает, что предки Рапозу Тавариша по материнской линии, возможно, были евреями.

## Биография
Антониу Рапозу Тавариш родился в 1598 году в Сан-Мигел-ду-Пиньейру (Алентежу, Португалия). В 1618 году он прибыл в Южную Америку вместе со своим отцом Фернандо Виейра Таваришем. В 1622 году, после смерти отца, Антониу Рапозу поселился неподалёку от Сан-Паулу. Шестью годами позже он присоединился к первой экспедиции вглубь континента, целью которой было выслеживание еретиков и захват новых рабов из числа коренного населения (в основном, людей племён тупи, темеминос и гуарани). Экспедиция («бандейра») состояла из 900 поселенцев и 2000 воинов тупи. Сначала бандейранты атаковали несколько поселений гуарани в верховьях реки Параны, находящихся под протекцией испанских иезуитов, жестоко лишив жизни многих людей и пленив около 2500 индейцев. Этот рейд позволил аннексировать в пользу португальской колонии часть земель к востоку от реки Уругвай, ныне составляющих территории бразильских штатов Парана и Санта-Катарина.
В 1633 году Тавариш возвращается в Сан-Паулу, где занимает должность судьи. Однако уже через три года он отправляется в новую экспедицию, на этот раз — с целью уничтожения испанских иезуитских поселений к юго-востоку от реки Уругвай (современный штат Риу-Гранди-ду-Сул). В 1639—1642 годах он принимает активное участие в войне с Голландией, которая оккупировала поселения на Юго-Восточном побережье Бразилии (Баия и Пернамбуку).
В 1648 году Тавариш отправился в своё последнее путешествие вглубь материка в поисках золота, драгоценных камней и рабов. Очередная экспедиция состояла из двухсот белых наёмников из Сан-Паулу и свыше тысячи индейцев. Бандейранты преодолели более 10000 километров, направляясь вдоль таких рек, как Парагвай, Рио-Гранде, Маморе, Мадейра и Амазонка. Длительный поход закончился весьма неудачно: в Белен, который был конечным пунктом, прибыли только сам Тавариш, 59 наёмников и несколько индейцев. Бандейранты вернулись в Сан-Паулу, где Рапозу Тавариш и умер в 1658 году.